# Epirus nova

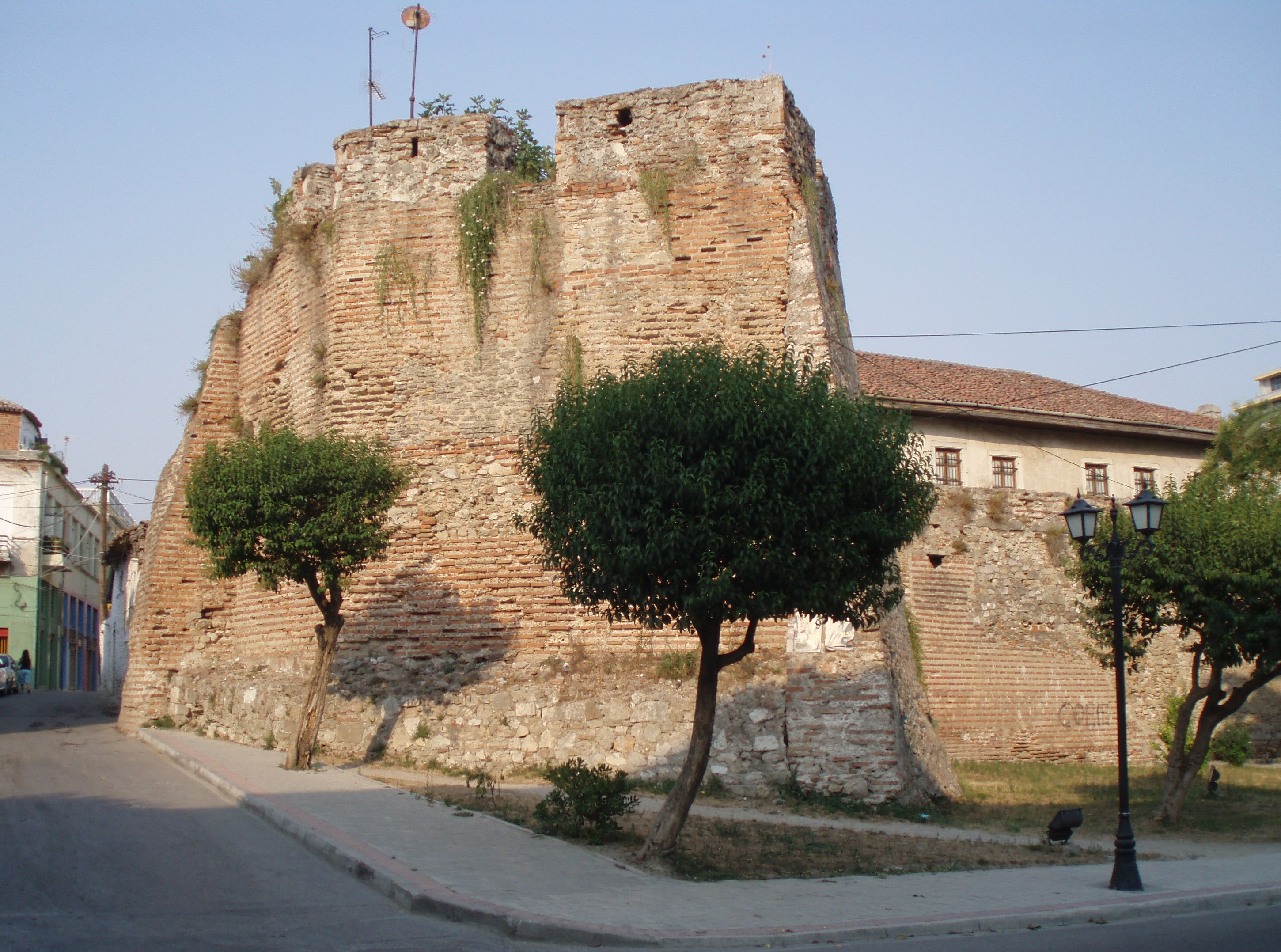
Römische Befestigung in der Provinzhauptstadt Dyrrhachion

Epirus nova (Neu-Epirus) war eine spätantike Provinz des Römischen Reiches, die am Ende des 3. Jahrhunderts im Zuge der Verwaltungsreform des Kaisers Diokletian auf der Balkanhalbinsel gebildet wurde. Sie lag im heutigen Albanien.
Das nördlich an die Region Epirus angrenzende Gebiet wurde von der Provinz Macedonia abgetrennt. 
Epirus nova umfasste das Gebiet des südlichen Illyrien an der östlichen Adriaküste ungefähr von Lissus im Norden bis Aulon im Süden. Dieses Gebiet hatte seit 146 v. Chr. zur Provinz Macedonia gehört. Hauptstadt war die wichtige Hafenstadt Dyrrhachion. Wirtschaftliche und strategische Bedeutung hatte das Gebiet, weil hier die Via Egnatia begann, die seit Jahrhunderten die wichtigste Landverbindung der Römer in den Osten des Reiches war. 
Epirus nova gehörte zur Diözese Moesia, die bei der Reichsteilung 395 n. Chr. dem Osten zufiel. Im 10. Jahrhundert trat an die Stelle der Provinz das byzantinische Thema Dyrrhachion.